# باشگاه فوتبال تون
باشگاه فوتبال تون (انگلیسی: FC Thun) یک باشگاه فوتبال در شهر تون، سوئیس است.
این باشگاه که در سال ۱۸۹۸ میلادی تأسیس شده سابقه یک نایب قهرمانی در جام حذفی فوتبال سوئیس را در کارنامه دارد.